# Paul Arzens

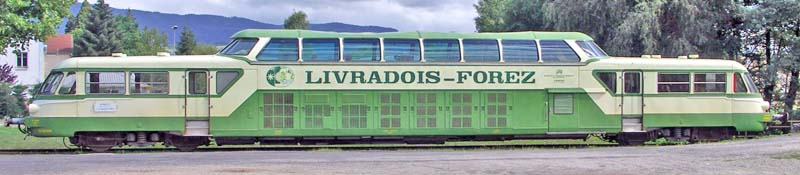
Jeden z deseti panoramatických vozů SNCF X 4200 podle návrhu Paula Arzense

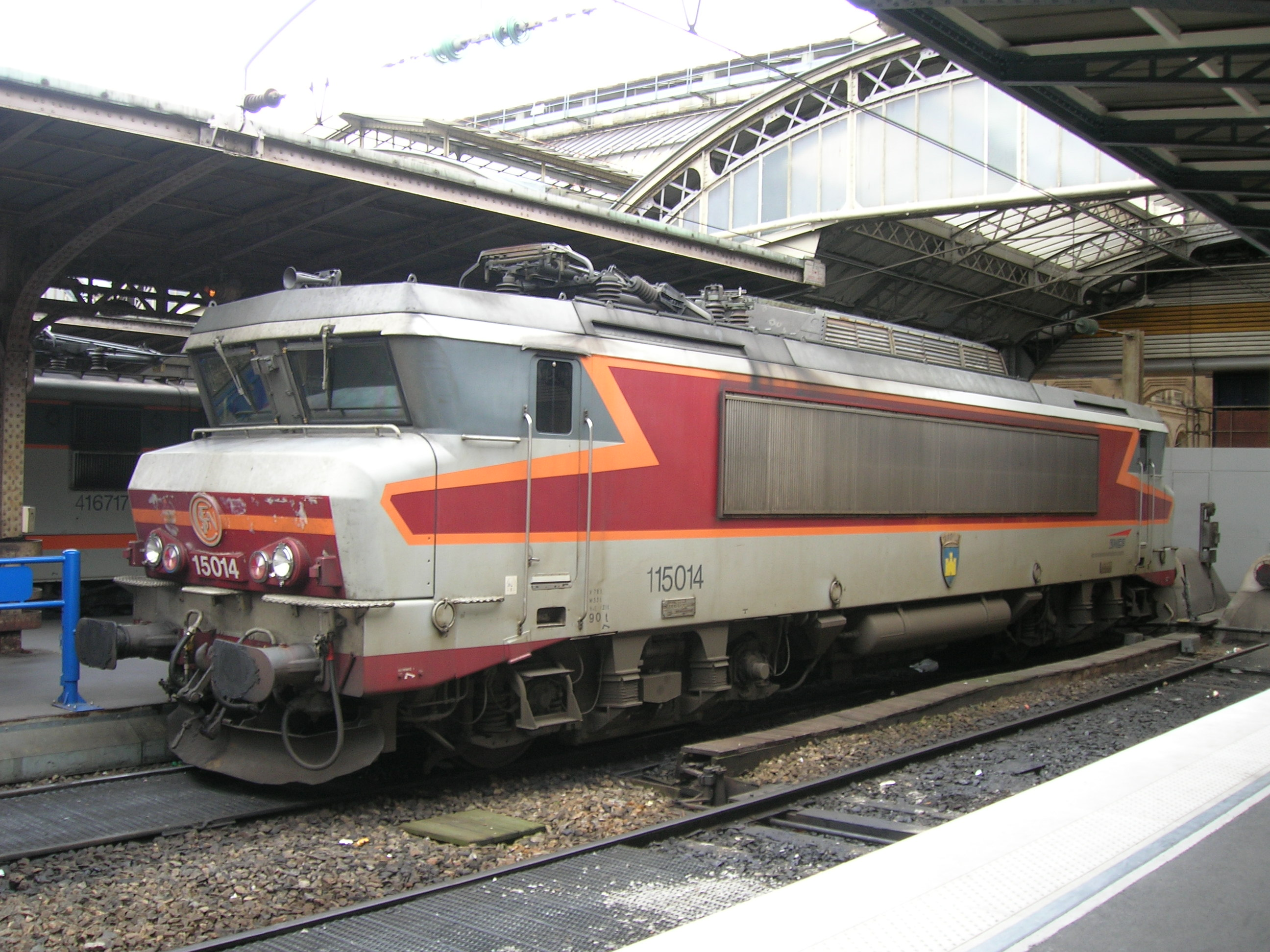
Lokomotiva SNCF BB 15000

Paul Arzens (1903 – 1990) byl francouzský designér a malíř. Byl jednou z vedoucích postav průmyslového designu 20. století. Proslavil se zejména návrhy lokomotiv, vagonů a automobilů. Více než deset let byl vedoucím designérem francouzských státních drah – SNCF.

## Život
Jeho konstrukční kancelář se sídlem v pařížské Rue de Vaugirard získala v roce 1957 zakázku na design velkých sérií lokomotiv BB 9200, BB 16000 a BB 25200. Arzens navrhl také panoramatický vyhlídkový vůz SNCF X 4200.
Design lokomotivy CC 40100 s šikmo dozadu skloněným čelním sklem, která při pohledu z boku prozrazuje inspiraci sprinterem zakleknutým ve startovním bloku, se stal předobrazem celé generace elektrických lokomotiv: CC 6500, CC 21000, BB 15000, BB 7200 a BB 22200.
První lokomotivy tohoto designu vyrobila Alstom pro finské státní železnice, design se později rozšířil na francouzské, belgické a nizozemské série. Mimo práce pro SNCF pracoval Paul Arzens i pro pařížské RATP, pro které navrhl design a dekorace některých stanice metra.

## Automobily
Velkou senzaci vzbudil v předválečném období – době nástupu aerodynamických automobilů – futuristický kabriolet z roku 1938 nazvaný La Baleine (velryba). Dvoumístný vůz byl téměř sedm metrů dlouhý, postavený na bázi limuzíny Buick Standard z roku 1928 s šestiválcovým motorem o objemu 3487 cm³ a výkonem 66 koní. La Baleine dosahovala rychlosti téměř 160 km/h, zatímco původní Buick s běžnou karoserií jen necelých 110 km/h.
v roce 1942 následoval koncept, tříkolka L'Œuf électrique (elektrické vejce), konstruovaná z hliníku a v té době nového materiálu – plexiskla. Původně byl její pohon elektrický, zadní kolo bylo poháněno z baterií o napětí 12 voltů. Po válce byl tento pohon nahrazen zážehovým jednoválcem o objemu 125 cm³. Automobil byl schopen v městském provozu jezdit rychlostí až 80 km/h.
Paul Arzens s oběma vozy jezdil až do své smrti. Dnes jsou oba prototypy vystaveny v kolekci muzea Cité de l’Automobile – Musée National – Collection Schlumpf v Mulhouse.
Mimo designu se Paul Arzens věnoval klasickému malířství a sochařině. Ve své době byl považován za jednoho ze sta nejlepších klasických malířů na světě.

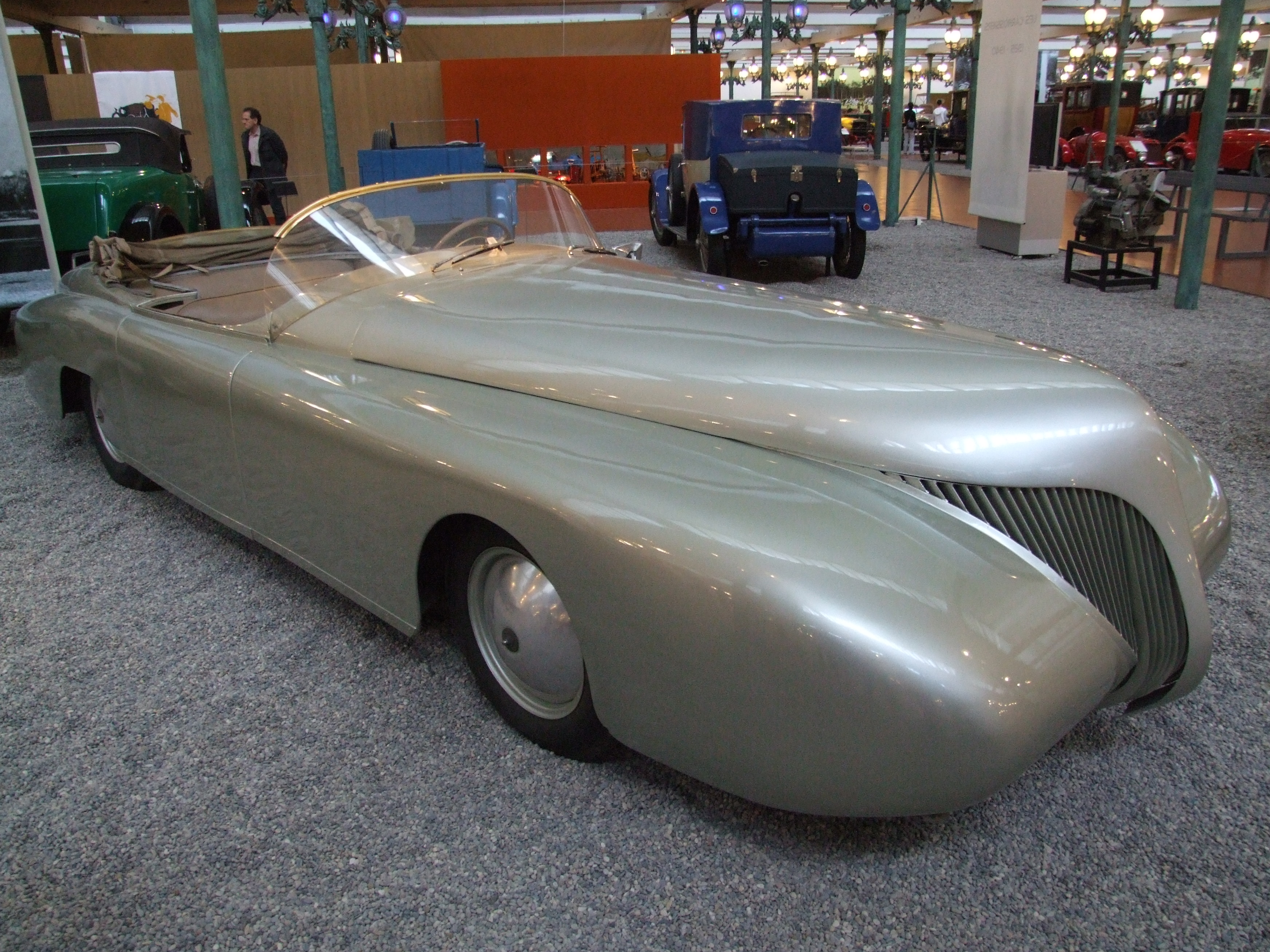
La Baleine
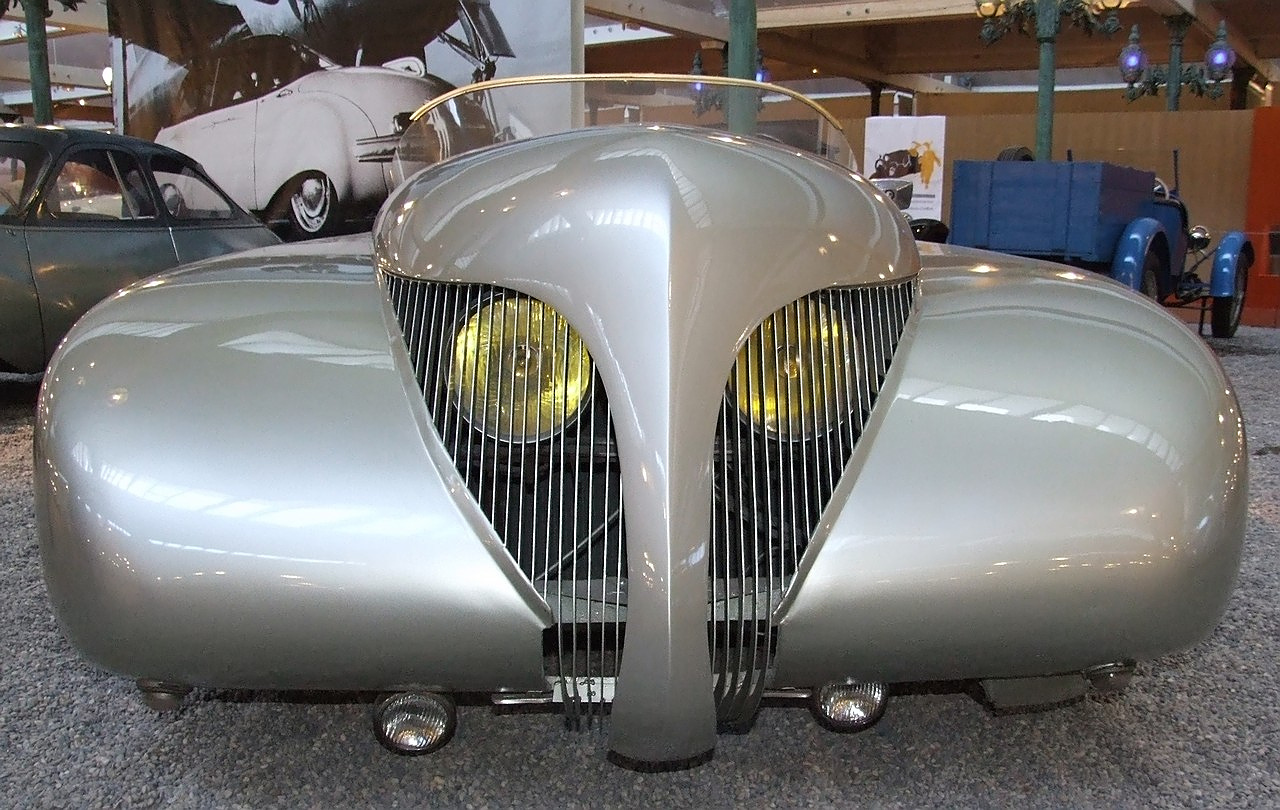
La Baleine
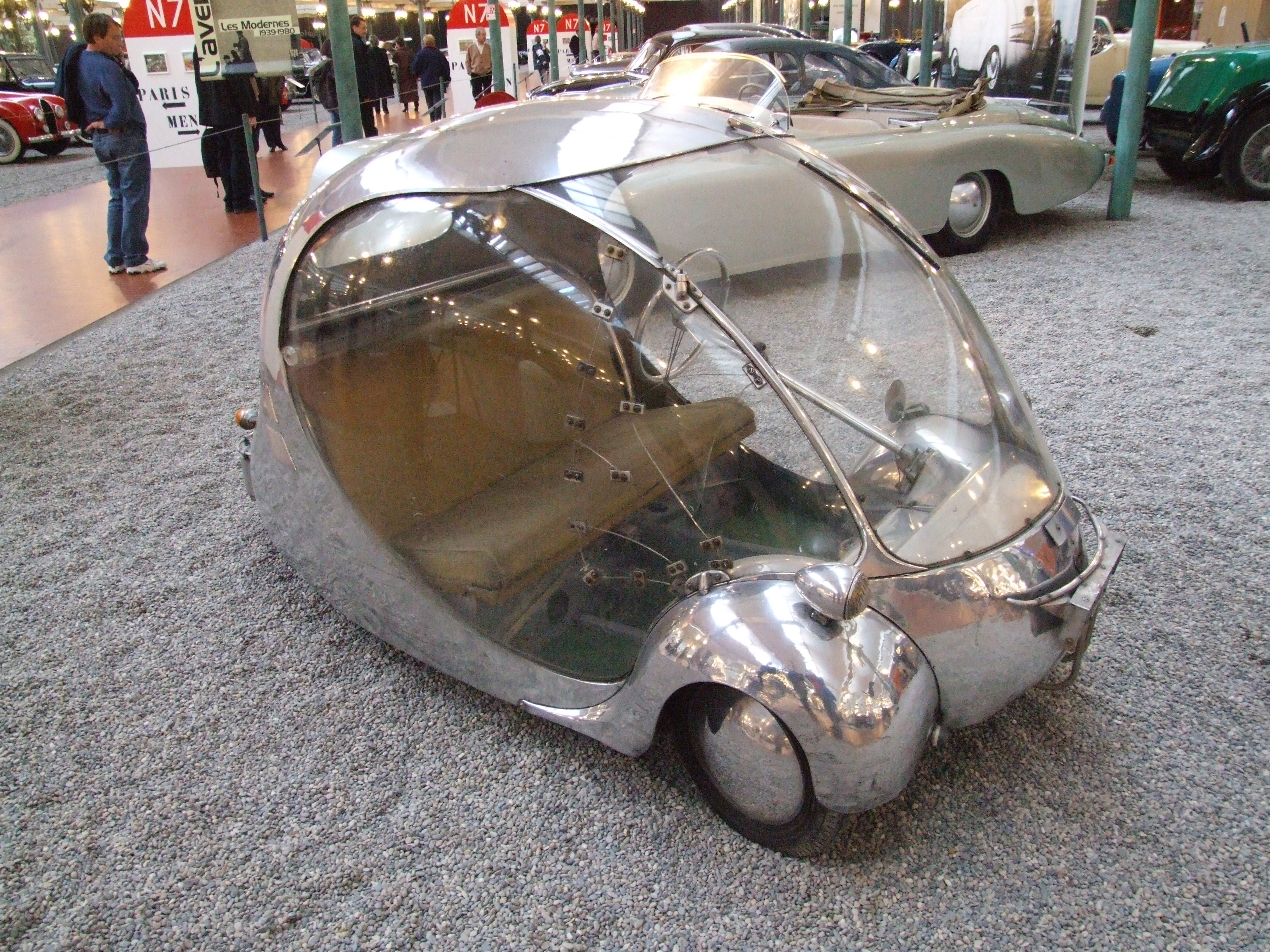
L'Œuf électrique
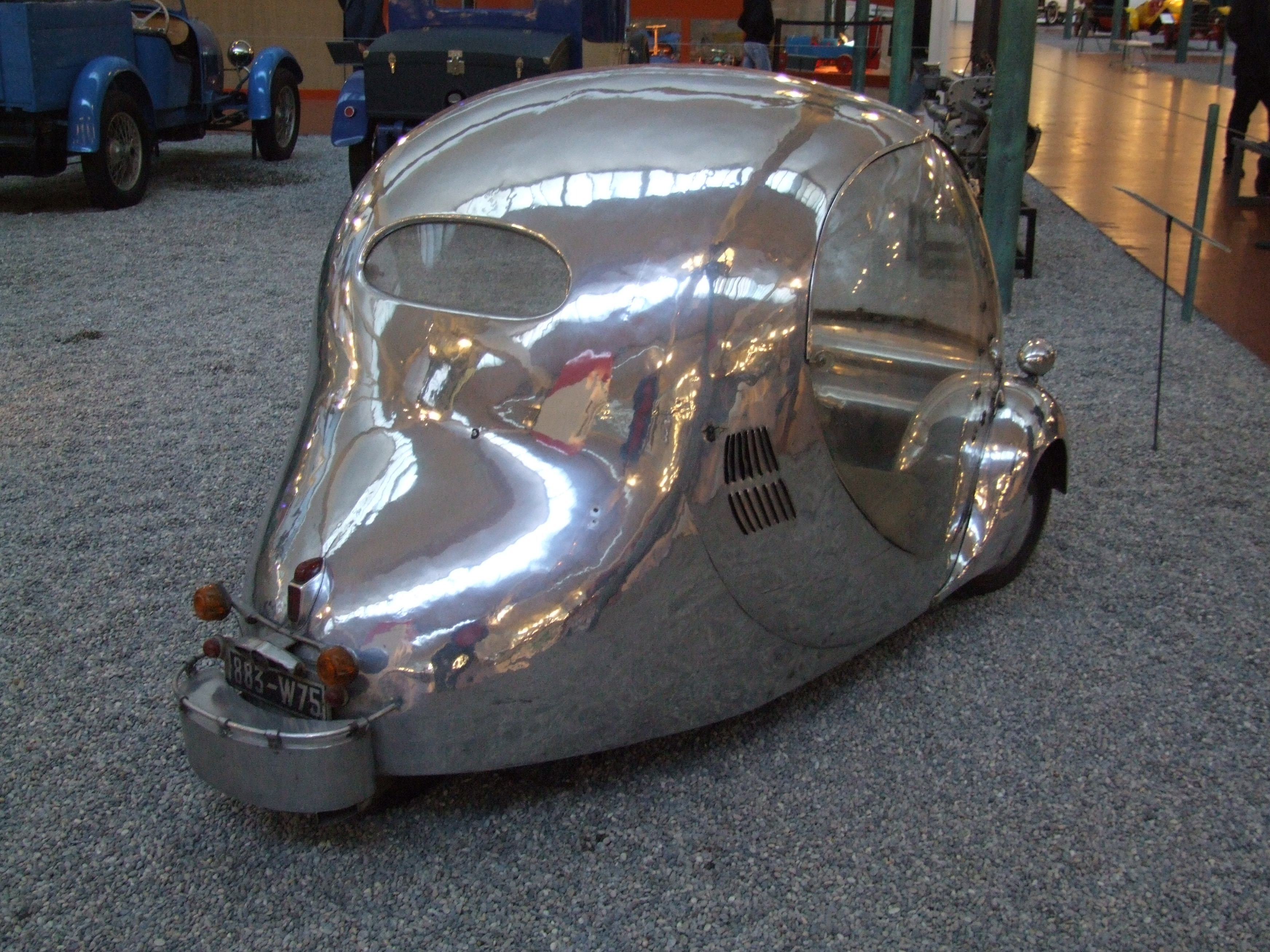
L'Œuf électrique